# Olimpio de Barcelona
Olimpio de Barcelona fue un obispo de Barcelona a comienzos del siglo IV. Acudió al concilio de Arlés o Arelatense, celebrado en 314. Allí se distinguió junto a otros obispos españoles tales como Osio de Córdoba, presidente del sínodo, Liberio de Mérida, Sabino de Sevilla, y Probato y Castorio, presbítero y diácono de Tarragona.
Por San Optato Milevitano (Libro 1º) sabemos que después del concilio romano de 313 ante el papa San Melquíades sobre la causa de Donato y de Ceciliano, el emperador Constantino envió en 316 (según Tillemont) una comisión de dos obispos, Olimpio y Eunomio, a Cartago para remover de aquella Iglesia a los dos competidores y ordenar otro obispo. Olimpio y Eunomio estuvieron allí durante 40 días y dieron audiencia a ambas partes. Y finalmente sentenciaron que la Iglesia Católica era la esparcida por todo el orbe, y que no podía revocarse la sentencia del citado concilio romano que fue a favor de Ceciliano.
San Agustín comenta en el capítulo 3 del  Libro 1º contra Juliano: "Olimpio obispo español, varón de grande gloria en la Iglesia y en Cristo". En el capítulo 6 del Libro 2º San Agustín le coloca en la clase de santos, bienaventurados sacerdotes y doctores: 
"Propter quam catholicam veritatem sancti ac beati et in divinorum eloquiorum pertractatione clarissimi sacerdotes, Irenaeus, Cyprianus, Reticius, Olympius, Hilarius, Ambrosius,  Gregorius, Innocentius, Ioannes, Basilius, quibus addo presbyterum, velis nolis, Hieronymum, ut omittam eos qui nondum  dormierunt..."

"Esta verdad católica ha sido reconocida por todos los santos doctores e ilustres sacerdotes expertos en las Sagradas Escrituras: Ireneo, Cipriano, Reticio, Olimpio, Hilario, Ambrosio, Gregorio, Inocencio, Juan y Basilio; a los que añado, lo quieras o no, a Jerónimo, sin hablar de los que aún no han muerto."
Olimpio fue coetáneo de San Reticio de Autun ya que ambos coincidieron en el concilio de Arlés en el año 314. Pudo ocupar la silla episcopal barcelonesa desde el año 306.

Olimpio fue autor de la obra Libro de la fe, ya perdida, donde rebatía la doctrina de los maniqueos que atribuyen los pecados de los hombres no al libre albedrío, sino a la naturaleza misma. También escribió un sermón eclesiástico donde trató del pecado original y de sus fatales consecuencias:
"Si la fe se hubiese conservado siempre pura en la tierra, y hubiese permanecido en las huellas firmes que le fueron señaladas y desamparó, jamás se hubiera propagado el vicio en la generación por la mortal transgresión de la información primera, de modo que naciese el pecado con el hombre." 
Este es el único fragmento de sus obras, que hoy tenemos, conservado entre las obras de san Agustín, que lo alegó contra los herejes como testimonio de los Santos Doctores a quienes debe la Iglesia la explicación y tradición de las verdades católicas, apoyadas en todo el orbe, a cuyo fin alegó el Santo Doctor los Padres de África, de Francia, de Italia, del Oriente, y por España a Olimpio.
"Sabemos que Olimpio murió con fama de santidad, como los demás santos allí citados, y que el obispo de Hipona en África le adoptó como tal. Este consentimiento de la Iglesia servía de canonización en aquel tiempo. Podemos pues reconocer a Olimpio entre los santos, como le reconoció San Agustín."
Otro autor comenta que Olimpio publicó muchos discursos sagrados y un libro teológico sobre la libertad de quien peca. Y que sus obras deben ser muy estimadas, pues San Agustín coteja su elocuencia cristiana con las de Ireneo, Hilario, Cipriano y Ambrosio.
Algunos autores confunden a Olimpio con Lampio, sucesor de San Paciano en el obispado de Barcelona, que pertenece a finales del siglo IV y que ordenó presbítero en Barcelona a San Paulino, futuro obispo de Nola, y otros lo confunden con otro Olimpio que acudió al concilio de Toledo del año 400 y que escribió contra el priscilianismo.